# Хворостянка (Орловская область)
Хворостя́нка — деревня, административный центр Хворостянского сельского поселения Новосильского района Орловской области России.

## География
Находится в северной части Новосильского района, в 20 км от районного центра Новосиля, в 6 км от главной водной артерии Новосильского района реки Зуши и в 6 км от её притока речки Колпёнки. Располагается на равнинной лесистой местности, по обеим сторонам старинной «Большой дороги из города Новосиля в город Тулу». 

## Название
Название может быть связано каким-то образом с фамилией Хворостинин (Хворостина). 

## История
В ранних письменных источниках деревня не упоминается. В ревизской сказке за 1816 год (7-я «Ревизия») упомянута как деревня «Форостянка» малолетнего князя Сергея Сергеевича Гагарина с крестьянами в количестве 26 человек. В «Городах и селениях Тульской губернии» за 1857 год Хворостянка записана как два поселения, населённые: одно казёнными крестьянами в количестве 61 человек, другое казёнными крестьянами (51 чел.) и людьми военного ведомства (72 чел.) и относилась к Перестряжскому приходу Косма - Дамиановской церкви. В «Списках населённых мест …» обозначена как слобода. В «Приходах и церквях Тульской епархии» за 1895 год часть деревни относилась к Перестряжскому приходу, а часть к приходу церкви Кирика и Иулитты села Кириллово.

## Люди, связанные с селом
- Ерошин, Александр Матвеевич — участник Великой Отечественной войны герой Советского Союза.

## Население
| 1857 | 1859 | 1915 | 2002 | 2010 |
| ---- | ---- | ---- | ---- | ---- |
| 184  | ↘123 | ↗127 | ↗138 | ↘92  |